# Centro de pressão
O Centro de Pressão (CP) é o ponto onde age a resultante das forças aerodinâmicas e o momento de arfagem é nulo.
Num aerofólio de perfil assimétrico, o Centro de Pressão muda de posição conforme variamos o ângulo de ataque, caminhando para o bordo de ataque quando o ângulo é aumentado. Logo existe uma pressão.
A sua fórmula é:
X0=-My/N Y0=Mx/N